# Joe Valachi
Joseph Michael Valachi, noto come Joe Cago (inizialmente Joe Cargo; New York, 22 settembre 1904 – Anthony (Texas), 3 aprile 1971), è stato un mafioso e collaboratore di giustizia statunitense, membro della Famiglia Genovese, agli ordini diretti del capomafia Vito Genovese, e primo mafioso italoamericano a parlare pubblicamente della sua stessa organizzazione di fronte alla Commissione McClellan. È a lui accreditata la popolarizzazione dell'espressione Cosa nostra.

## Biografia

### Carriera criminale
Nacque a New York nel quartiere di East Harlem il 22 settembre 1904 da una famiglia immigrata originaria di Napoli, e iniziò la sua carriera criminale con una piccola banda nota come The Minutemen, poiché eseguiva furti con scasso e fuggiva in un minuto. Valachi era il pilota di fuga per questa banda, e la sua abilità nel fuggire in fretta gli ha valso la reputazione di stella nascente nella malavita criminale di New York. Nel 1921 Valachi fu arrestato con l'accusa di furto di grandi dimensioni, e nel 1923 fu arrestato a seguito di una rapina fallita, successivamente dichiarato colpevole di tentato furto con scasso e condannato a 18 mesi di prigione, ma fu rilasciato dopo aver scontato solo nove mesi. Valachi tornò e scoprì che era stato sostituito con un nuovo autista dai Minutemen, cosicché formò una nuova banda di ladri.

## Registro degli arresti 1921-1955
Verbale di arresto: 3-10-1921 accusa di furto con scasso (archiviata); 20-9-1921 accusa di piccolo furto; 11-10-1921 [pseudonimo di Anthony Sorge] arrestato Jersey City, New Jersey con l'accusa di portare un revolver carico; multato di $ 100,00 e spese processuali e messo in libertà vigilata; 19-6-1922 accusa di rapina (archiviata); 24-4-1923 accusa di furto con scasso (assolto); 8-8-1923 [alias di Carlo Charbano] accusato di furto aggravato [automobile] condannato a 10 giorni in una casa di lavoro; 17-8-1923 accusato di tentato furto con scasso nel Bronx-23-10-1923 condannato a 1 anno e 3 mesi a 2 anni e mezzo nel carcere di Sing Sing, ricevuto il 26-10-1923 [detenuto B-75260] rilasciato sulla parola il 20-8-1924; 21-11-1924 Furto con scasso [3º grado] in una fabbrica. 28-3-1925 Accusa di rapina (archiviata) Tornato nella prigione di Sing Sing il 30-4-1925 per 3 anni. [Detenuto 77170] Rilasciato sulla parola il 28-5-1926; congedato il 10-8-1926 Rilasciato sulla parola il 15-6-1928.3-14-1929 aggressione e rapina [licenziato]. 29-9-1929 Tentata estorsione [congedata il 10-7-1929,] 08-06-1934 Estorsione [congedata il 6-12-1934] 13-1-1936 Rapina a Manhattan [congedata il 20-1-1936] ; lo stesso giorno alias Joseph Siano nel Bronx accusato di "Politica" (gioco d'azzardo illegale) 8-12-1936 sentenza sospesa. 11-1-1944 Accusa di stupefacenti [archiviata il 20-1-1946] ; 28-3-1948 Baltimora, Maryland, indagato per stupefacenti. 20-5-1955 accusato di cospirazione per violare le leggi sugli stupefacenti

Nei primi anni '30 Valachi entrò nella Cosa nostra statunitense attraverso un suo contatto conosciuto nel carcere di Sing Sing, Dominick "The Gap" Petrilli. Divenne un soldato nella famiglia Reina, poi conosciuta come famiglia Lucchese, capeggiata da Gaetano Reina. Anni dopo ricordò così il suo giuramento per entrare a far parte di Cosa Nostra:
Nel luglio del 1932 sposò Carmela Reina, la figlia più anziana di Gaetano. Dopo lo scoppio della "guerra castellammarese", Maranzano fu ucciso dagli uomini di Vito Genovese e Lucky Luciano e così Valachi finì nella loro famiglia agli ordini del caporegime Anthony "Tony Bender" Strollo. Mantenne la posizione di soldato nella famiglia Genovese fino al 1959, quando venne arrestato e condannato a 15 anni di carcere per traffico di droga insieme a Vito Genovese.

### Il carcere e la collaborazione con l'FBI

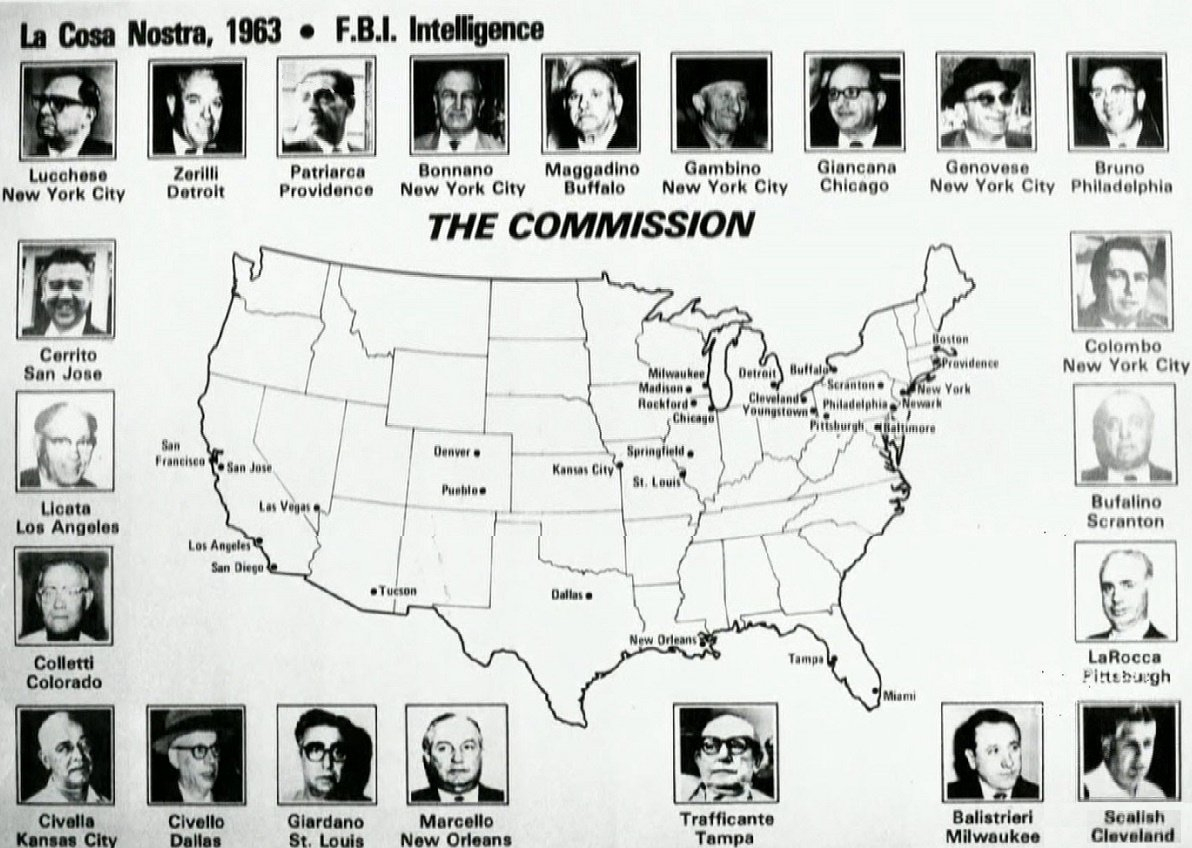
I boss della Commissione di Cosa nostra americana operanti nel 1963 in un grafico elaborato dalla Commissione McClellan in collaborazione con l'FBI sulla base delle indicazioni di Joe Valachi.

Imprigionato nel carcere federale di Atlanta insieme a Genovese, Valachi maturò l’idea di essere caduto in disgrazia agli occhi del suo boss perché sospettato di essere un informatore dell'FBI. Questa impressione gli nacque dal fatto che lo stesso Genovese gli avrebbe dato il cosiddetto “bacio della morte” e gli avrebbe detto: «Se teniamo un barile di mele e in questo barile c’è una mela marcia, questa mela deve essere tolta di mezzo, perché se non viene tolta di mezzo finisce che infetta tutte le altre mele».
La mattina del 22 giugno 1962 Valachi, sempre più inquieto perché convinto di essere obiettivo degli uomini di Genovese, uccise a sprangate un altro detenuto, scambiandolo per Joe "Beck" Di Palermo, uomo di Genovese incaricato di farlo fuori. Venne portato in isolamento e non ebbe più contatti con gli altri carcerati. In alternativa alla sedia elettrica, decise di rivelare tutto quello che sapeva su Cosa nostra all'FBI: per questo motivo, fu trasferito prima nel carcere di Westchester (Stato di New York), e successivamente, nel 1963, nella prigione di massima sicurezza di Forth Monmouth, nel New Jersey, dove confessò all’agente speciale dell’FBI James P. Flynn tutto ciò che sapeva sull'organizzazione mafiosa, rivelando per la prima volta che veniva chiamata con il termine italiano «Cosa Nostra», formata esclusivamente da italo-americani vincolati da un giuramento segreto e dedita alle più svariate attività lecite ed illecite, suddivisa in "famiglie" e diretta da una «Commissione», un comitato che governava l'associazione in tutti gli Stati Uniti.
Data l'importanza della sua testimonianza, nell'ottobre 1963 Valachi comparve davanti alla Sottocommissione del Senato degli Stati Uniti che indagava sul crimine organizzato, la cosiddetta «Commissione McClellan» dal nome del senatore dell’Arkansas che la presiedeva, confermando tutto quello che aveva raccontato all'FBI. Le udienze della Commissione furono trasmesse in diretta televisiva e seguite da milioni di telespettatori statunitensi. Il senatore Robert Kennedy, in qualità di consigliere giuridico della Commissione, dichiarò: “Le rivelazioni di Joseph Valachi ci hanno aiutato, come mai in precedenza, a capire come funzionano le operazioni della mafia… senza escludere quelle riguardanti la corruzione politica”.
Valachi morì il 3 aprile 1971 per un attacco di cuore mentre detenuto alla Federal Correctional Institution, La Tuna (FCI La Tuna) di Anthony (Texas).

## Opere correlate
La sua biografia The Valachi Papers (in italiano La mela marcia, Mondadori, 1972) scritta dal giornalista Peter Maas nel 1969, è stata un best seller. Dal libro è stato tratto il film di Terence Young Joe Valachi - I segreti di Cosa Nostra (1972), in cui Valachi era impersonato da Charles Bronson.
La figura di Valachi ha inoltre ispirato il personaggio di Frankie Pentangeli nel film Il padrino - Parte II.
Viene citato nella sesta stagione dello show "I Simpson", nell'episodio "Homer il clown".